# Americké baletní divadlo

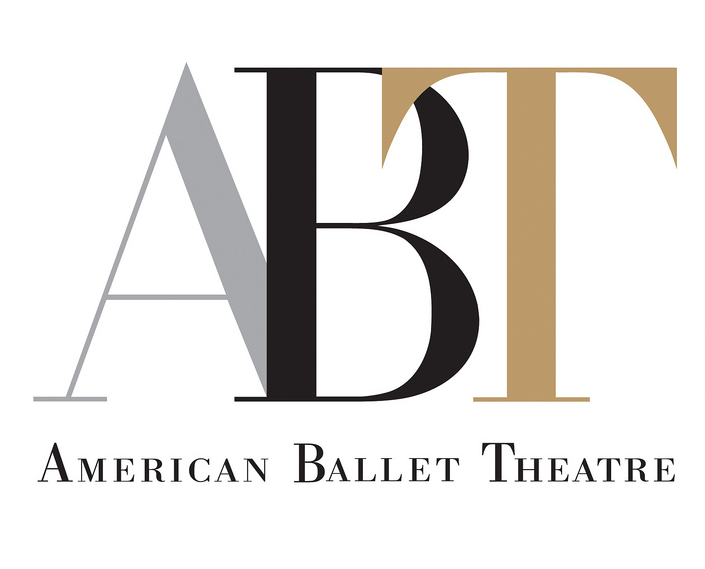
Logo Amerického baletního divadla

Americké baletní divadlo (anglicky American Ballet Theatre) je společnost klasického baletu v New York City. Každoročně na jaře pořádá osmitýdenní program v Metropolitní opeře. Na podzim pak pořádá kratší program v divadle Davida H. Kocha (anglicky David H. Koch Theatre), spolu s turné po celém světě ve zbytku roku. Společnost také roku 2004 založila oficiální baletní školu Jacqueline Kennedy Onassis School. Roku 2006 byla uznána za Americkou národní baletní společnost Kongresem Spojených států amerických. Nejznámějším choreografem dodnes zůstává britský choreograf Antony Tudor. Mezi další choreografy patřili například i Michail Michajlovič Fokin nebo Bronislava Nijinska.

## Historie
Společnost založili roku 1939 Lucia Chase a Richard Pleasant. Původní název byl Baletní divadlo. První představení bylo 11. ledna 1940.
Roku 1957 si změnili jméno na nynější Americké baletní divadlo.
Roku 1977 byl první program v Metropolitní opeře.
Michail Baryšnikov se stal uměleckým ředitelem divadla v roce 1980. Baryšnikov byl poté roku 1989 vystřídán za Jane Hermannovou a Olivera Smithe, kteří na této pozici zůstali až do roku 1992.
Od roku 2009 je choreografem Alexei Ratmansky.